# Вечь, Игнатий Иосиф
Игнатий Иосиф Вечь (нем. Ignaz Josef Wetsch, Игнац Йозеф Веч; 1737—1779) — врач, доктор медицины, профессор Императорского Московского университета.

## Биография
Получил степень доктора медицины в Венском университете (1770). В Париже занимался физиологией у профессора Ф. Борде. Зачислен в Московский университет (19.10.1776) на должность экстраординарного профессора физиологии и патологии. Читал лекции по патологии, диетике и всеобщей терапии (1777—1778). Работал также врачом в павловской больнице.
На торжественном акте в университете произнёс речь «О различии между наблюдением и опытом у врачей» (30.6.1777).
Сочинения:
- Medicina ex pulsu. Vindobonae, 1777
- Oratio de arte observandi et experiundi in medicis, habita die XXX mens. Iunii 1777, in convento publico Universitatis Mosquensis. — M., 1777